# Mignonne, allons voir si la rose

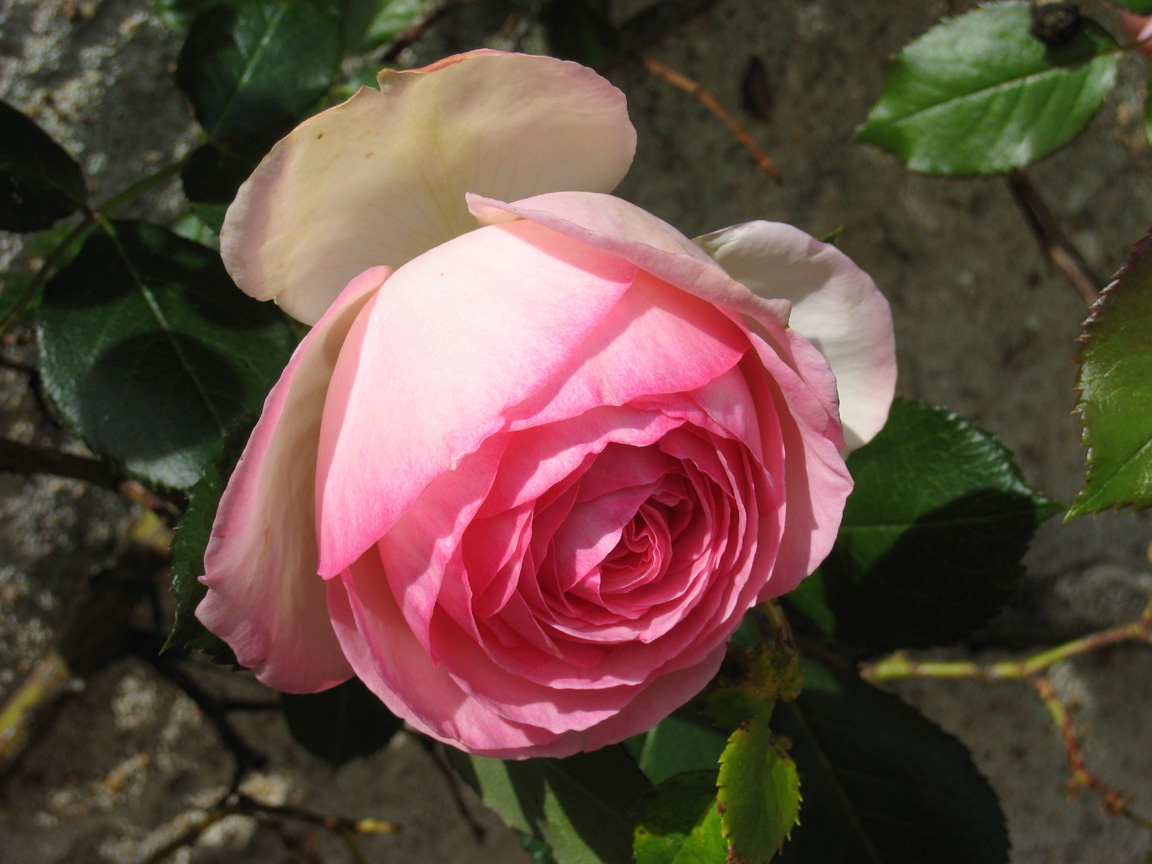
Rose « Pierre de Ronsard ».

Cet article concerne un poème. Pour l'essai de Cavanna, voir Mignonne, allons voir si la rose….
Mignonne, allons voir si la rose est l'un des poèmes les plus célèbres de Pierre de Ronsard, écrit en juillet 1545. Il est recueilli dans le Livre I du recueil Les Odes, publié en 1550.

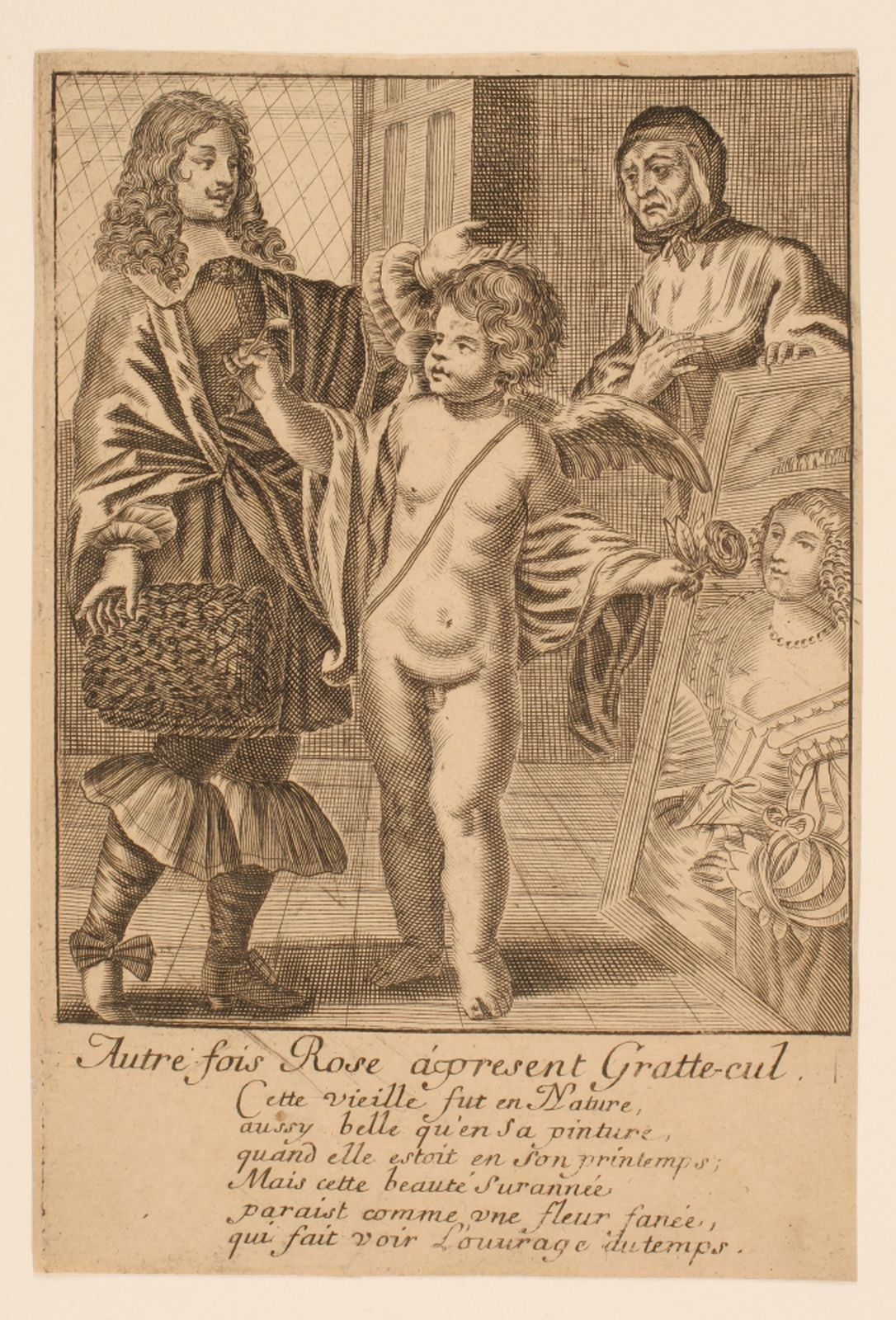
"Autre fois rose à présent Gratte-cul", gravure du Recueil des plus illustres proverbes, édité par Jacques Lagniet, 1657-1663, gravure à l'eau forte, 19,7 x 17,4 cm, Nancy, Musée des beaux-arts

Ce poème évoque la jeunesse qui passe comme le temps d'une fleur. Cette méditation sur la vieillesse et la mort est un thème récurrent dans la littérature tant religieuse que profane (voir le Recueil des plus illustres poèmes de Jacques Lagniet), aussi bien que dans les arts, à cette époque. Il renouvelle ainsi le topos littéraire du tempus fugit, le passage du temps.

## Genèse et publication
Cette ode, inspirée du poète latin Ausone (Idylle 14), est publiée pour la première fois sous le titre « Ode à Cassandre » (généralement identifiée à Cassandre Salviati, fille d'un banquier italien) avec quelques autres odes à la fin de l'édition augmentée des Amours de 1553, avant d'être intégrée aux quatre livre d'Odes publiés en 1555.

## Postérité
Ce poème a inspiré une chanson polyphonique à Guillaume Costeley (1530-1606) et une autre à Jean de Castro (1540-1600), pendant cette même période de la Renaissance.
Mignonne, allons voir si la rose a aussi été mis en musique, toujours au XVIe siècle, par Jehan Chardavoine, qui en a fait une chanson populaire à une voix, publiée dans son Recueil des plus belles et excellentes chansons en forme de voix de ville tirées de divers auteurs et poètes françois tant anciens que modernes ausquelles a été nouvellement adaptée la musique de leur chant commun. C'est le premier recueil de chansons populaires françaises à avoir été imprimé (1576). 
Ce poème a été mis en musique au XIXe siècle par Richard Wagner (1813-1883), lors de son séjour à Paris en 1839-1841 (sous la forme d'un lied pour une voix et piano WWV 57). 
Il l'a encore été par Cécile Chaminade (1857-1944) en 1894.
Le groupe français de musique médiévale Les Ménestriers  propose sa propre interprétation de la version de Jehan Chardavoine dans son album, intitulé Les Ménestriers paru en 1971.
La chanteuse et animatrice de télévision pour enfants française Dorothée enregistre sa propre interprétation du poème qu'elle chante sur la mélodie de Jehan Chardavoine, dans le cadre de la rubrique Discopuce de l'émission Récré A2. Son interprétation, orchestrée et arrangée par son habituel compositeur, le musicien Gérard Salesses, paraît sur son album intitulé Le jardin des chansons album 3 et sur son 45 tours Longue durée 5 titres livre-disque Le jardin des chansons volume 1, tous deux sortis chez AB Productions en 1982.